# Port lotniczy Saranda
Port lotniczy Saranda – mały port lotniczy zlokalizowany w albańskim mieście Saranda, przeznaczony tylko dla samolotów cywilnych.